# Woodmasonia
Woodmasonia é um género monótipo de bicho-pau pertencente à família Phasmatidae. A sua única espécie é Woodmasonia oxytenes.